# المعارف السبع الضرورية لتربية المستقبل
المعارف السبع الضرورية لتربية المستقبل هو كتاب للمفكر و الفيلسوف و عالم الاجتماع إدغار موران ، حيث بسط فيه بناء على دعوة وجهت له من طرف منظمة اليونسكو التغييرات التي ينبغي أن تطرأ على التعليم حتى يتسنى له التلاؤم مع تعقيدات العالم المعاصر .و قد تمت ترجمته إلى اللغة العربية من طرف المترجمان عزيز لزرق و منير الحجوجي .و صدر عن دار توبقال للنشر سنة 2002.
يصنف إدغار مورين،، في مقدمته، هذا المؤلف كآخر جزء من ثلاثية:
- الرأس المحشو جيدا. إعادة التفكير في الإصلاح وإصلاح التفكير"، 1999[4] ،
- تشبيك المعارف، 1999[5] ،
- المعارف السبع الضرورية لتربية المستقبل، 2000.

## حول المقال
ييقترح إدغار موران مقاربة متعددة التخصصات ضرورية  إذا أردنا مساعدة التلاميذ  على فهم المشكلات المعاصرة في شموليتها وتعقيدها. و إذا كان التعليم الحالي، مثله مثل  الحداثة، يميل إلى تجزئة المعارف وتقسيمها إلى أقسام، وكذلك يدفع إلى فصل  التقنيات عن الاهتمامات الوجودية والإنسانية، فإن إدغار موران يرى النقيض لهذا و يدعو  إلى ربط المعارف المجزأة  في كل تخصص (المفهوم الذى صاغه "الترابط" ) من أجل "تعليم الحالة الإنسانية والهوية الأرضية"، مما سيكون له أيضاً ميزة تطوير قدرات التلاميذ على فهم الآخرين. بدلاً من اختزال التعليم إلى نقل المعارف الثابتة، بناء على تصور غالباً ما يكون حتمياً لتطور المجتمعات، و يرى أنه من الأفضل شرح ما يسميه "بيئة الفعل"،
"نمط إنتاج المعارف"، أو "معرفة المعرفة.
و استنادا إلى رؤية كونية للمغامرة الإنسانية، حيث يلعب الخلق والصدفة دورا أساسيا، و يقترح فلسفة معقدة ل"الشرط الإنساني"التي ينبغي أن تكون أساساً للهوية الأرضية للإنسانية. وتدمج هذه الهوية الاهتمامات البيئية والإنسانية.
من خلال هذا المنجز الذي وقعه بيده، بعد أن تم تقديمه وتعديله من قبل شخصيات أكاديمية ومسؤولين دوليين، يتصور إدغار موران مشروعاً للأساس الفلسفي والتربوي للتعليم على المستوى العالمي. ولا يتناول هذا الكتاب جميع المواد التي يتم، أو ينبغي أن يتم تدريسها، ولكنه يعرض المعارف السبع الضرورية ، التي تعد أولويات  يبغي  تدريسها  و التي يتم إهمالها  أو نسيانها  تماما.

## محتويات الكتاب
الفصول السبعة هي:
1. أنواع العمى المعرفي :الخطأ و الوهم ؛
2. مبادئ من أجل معرفة ملائمة ؛
3. تعليم الشرط  الإنساني ؛
4. تعليم الهوية الأرضية ؛
5. مواجهة اللايقينيات ؛
6. تعليم الفهم ؛
7. أخلاقيات الجنس البشري.

## الملاحظات والمراجع
1. ↑  Edgar Morin (1999). Les sept savoirs nécessaires à l'éducation du futur (PDF). Paris: Unesco. ص. 141. ISBN:978-2-02-041964-2. Morin1999. مؤرشف من الأصل (PDF) في 2018-11-23.
2. ↑  موران، إدغار (2002). المعارف السبع الضرورية لتربية المستقبل. ترجمة: لزرق، عزيز؛ الحجوجي، منير (ط. 1). الدار البيضاء المغرب: دار توبقال للنشر. ص. 108. ISBN:923603778X.{{استشهاد بكتاب}}:  صيانة الاستشهاد: التاريخ والسنة (link)
3. 1 2  Morin 1999، صفحة 7
4. ↑  Edgar Morin (05/1999). La tête bien faite. L'histoire immédiate (بالفرنسية). Paris: Seuil. pp. 155. ISBN:978-2-02-037503-0. {{استشهاد بكتاب}}: تحقق من التاريخ في: |سنة= (help)
5. ↑  Edgar Morin (1999). Relier les connaissances (بالفرنسية). Paris: Seuil. p. 471. ISBN:978-2-02-039179-5.
6. ↑  Morin 1999، صفحة 48
7. ↑  Morin 1999، صفحة 42
8. ↑  Morin 1999، صفحة 88
9. ↑  Morin 1999، صفحة 95

"Les sept savoirs nécessaires à l'éducation du futur" (PDF). UNESCO (بالفرنسية). 2000. Archived from the original (PDF) on 2018-11-23. Retrieved 24 janvier 2018. {{استشهاد ويب}}: تحقق من التاريخ في: |تاريخ-الوصول= (help).